# Ministerstwo Klimatu
Ministerstwo Klimatu (MK) – polskie ministerstwo kierowane przez ministra właściwego do spraw energii i ochrony klimatu w latach 2019-2020.
Ministerstwo utworzono 15 listopada 2019 roku, formalnie powstało z przekształcenia ówczesnego Ministerstwa Środowiska. W marcu 2020 Ministerstwo rozpoczęło kierowanie działami administracji rządowej: energia (który wcześniej był w zakresie działania zlikwidowanego Ministerstwa Energii) i klimat. 
6 października 2020 działy ministerstwa klimatu (energia i klimat) ponownie połączono z działem środowisko, powołując Ministerstwo Klimatu i Środowiska. 7 października 2020 z mocą obowiązującą od dnia poprzedniego weszło w życie rozporządzenie Rady Ministrów, które zniosło rozporządzenie w sprawie utworzenia Ministerstwa Klimatu.

## Utworzenie ministerstwa
Ministerstwo Klimatu powstało 15 listopada 2019 roku w dniu powołania drugiego rządu Mateusza Morawieckiego. Ministrem został dotychczasowy sekretarz stanu w Ministerstwie Środowiska Michał Kurtyka. Ministerstwo przez kilka miesięcy pełniło nadal funkcje Ministerstwa Środowiska. 23 stycznia 2020 roku Sejm uchwalił ustawę zmieniającą ustawę o działach administracji rządowej, która w art. 5 nowelizowanej ustawy wprowadza dział klimat oraz dodaje zakres obejmujący ten dział (wchodząc w życie 29 lutego 2020). W ten sposób w kompetencjach ministerstwa klimatu znajdują się sprawy dotyczące polityki klimatycznej i zrównoważonego rozwoju oraz nadzorowanie większości dotychczasowych instytucji z tego zakresu, podczas gdy w kompetencjach ministerstwa środowiska pozostały sprawy związane z ochroną przyrody i zarządzaniem zasobami naturalnymi, w tym lasami i zasobami geologicznymi oraz nadzorowanie Lasów Państwowych i GDOŚ oraz odpowiednimi instytutami. W związku z przejęciem działu energia od Ministerstwa Aktywów Państwowych, Ministerstwo Klimatu zajmuje się także sprawami krajowej energetyki. 
Ministerstwa Klimatu i Środowiska zlikwidowano 6 października 2020, tworząc Ministerstwo Klimatu i Środowiska, do którego kompetencji ponownie włączono również gospodarkę wodną. 7 października 2020 z mocą obowiązującą od 6 października 2020 weszło w życie rozporządzenie Rady Ministrów z dnia 7 października 2020 r. w sprawie utworzenia Ministerstwa Klimatu i Środowiska, które zniosło rozporządzenie w sprawie utworzenia Ministerstwa Klimatu.

## Kierownictwo[9]
- Piotr Dziadzio – sekretarz stanu, główny geolog kraju, od 19 listopada 2019
- Ireneusz Zyska (PiS) – sekretarz stanu, pełnomocnik Rządu ds. Odnawialnych Źródeł Energii od 27 listopada 2019
- Jacek Ozdoba (Solidarna Polska) – sekretarz stanu od 29 stycznia 2020
- Adam Guibourgé-Czetwertyński – podsekretarz stanu od 27 listopada 2019
- Grzegorz Mroczek –  dyrektor generalny od 19 listopada 2019

## Zadania[10]
Działalność Ministerstwa Klimatu obejmuje bardzo szeroki zakres spraw, w tym przede wszystkim ochronę i racjonalne wykorzystywanie zasobów środowiska –  powietrza, przyrody ożywionej czy zasobów kopalin. Z klimatem wiążą się także zadania z zakresu zrównoważonego rozwoju, polityki klimatycznej, włączając w to adaptację do zmian klimatu, oraz leśnictwa i łowiectwa.

## Struktura organizacyjna[11]
W skład ministerstwa wchodzi Gabinet Polityczny Ministra oraz następujące jednostki organizacyjne:
- Departament Budżetu i Finansów
- Departament Ciepłownictwa
- Departament Edukacji i Komunikacji
- Departament Elektroenergetyki
- Departament Elektromobilności i Gospodarki Wodorowej
- Departament Energii Jądrowej
- Departament Funduszy Europejskich
- Departament Gospodarki Odpadami
- Departament Instrumentów Środowiskowych
- Departament Ochrony Powietrza i Polityki Miejskiej
- Departament Odnawialnych Źródeł Energii
- Departament Prawny
- Departament Ropy i Gazu
- Departament Spraw Międzynarodowych
- Departament Spraw Obronnych, Zarządzania Kryzysowego i Ochrony Informacji Niejawnych
- Departament Strategii i Planowania Transformacji Klimatycznej
- Biuro Dyrektora Generalnego
- Biuro Kontroli i Audytu
- Biuro Ministra

## Instytucje nadzorowane[7]
Minister właściwy ds. klimatu nadzoruje następujące instytucje:
- Państwowa Agencja Atomistyki
- Główny Inspektorat Ochrony Środowiska
- Instytut Ochrony Środowiska
- Instytut Ekologii Terenów Uprzemysłowionych
- Narodowy Fundusz Ochrony Środowiska i Gospodarki Wodnej i wojewódzkie fundusze ochrony środowiska i gospodarki wodnej